# Fate/Grand Order Arcade
『Fate/Grand Order Arcade』は、2018年7月26日より稼働しているアーケードゲームであり、スマートフォン向けRPG『Fate/Grand Order』（以下：アプリ版）を原作としている。略称は「FGOAC」。
開発・発売元は2020年3月までセガ・インタラクティブ、4月よりセガ。
トレーディングカードアーケードゲームである本作は、カードプリントによるクラスカードの印刷が可能である。システム基板はALLS UXを採用している。

## ストーリー
この世界において、カルデアと人類最後のマスターは一人ではなく、正義も主張も一つではない。
第五特異点 北米神話侵食 イ・プルーリバス・ウナム「鋼鉄の白衣」
第六特異点 騎勲渇仰遠征 ロスト・エルサレム「終わりなき巡礼の騎士」
第七/模倣特異点 臨界繁栄都市 バビロン「悪食の英雄王」
主人公たちは紀元前2655年に移動する。その地には神代の最古の英雄王ギルガメッシュが治めるウルクがあると思われたが、到着した主人公たちが目にしたのは、ウルクではなく繁栄絶頂都市バビロンだった。戸惑いながらも、一行は謎の少女との出会いを果たす。
収束特異点 背徳果実都市 リリムハーロット 「流刑の願望妃」
七つの魔獣赫を打ち破った主人公一行は、最後の特異点となる場所にて、ビーストVI/Sと対決する。

## システム
本作は、2人のプレイヤーとチームを組んで3体1組のサーヴァントを駆使しで相手チームと戦う「グレイルウォー」を主体としている一方、一人用のモードである「グランドオーダー」も収録されている。
また、本作は「マスターになりきる」というコンセプトがたてられており、サーヴァントの動きを強化するために3DCGが導入されている。
一方で、アクションが不慣れなユーザーでも楽しめるよう、操作体系はシンプルなものが取り入れられた。
また、血飛沫などの残虐表現はカットされている。
本作における基本的な操作体系は、敵をロックオンしてアタックボタンを連打するというものであり、攻撃と防御もアタックボタン1つで行われる。また、これとは別にコマンドも存在する。
アーケード版の独自システムとして、「魔力ゲージ」があり、ダッシュや回避で消費されるが、時間経過によって回復する。これとは別に、スキルや礼装などで付与される回避もあり、その場合は魔力ゲージが消費されないものの、強化解除スキルで無効化される。礼装やスキルによる無敵も同様に強化解除スキルで無効化される。
本作の物語は、アプリ版『Fate/Grand Order』の初期案をもとにしており、アプリ版とは内容の一部が異なる。
たとえば、第五特異点からはアプリ版との差異が明確になりタイトルは「北米神話侵食」に変更されたほか、アプリ版ではNPCとして登場したシータがラーマの代わりに実装されるなどの独自の展開が行われている。また第六特異点は当初「神聖円卓領域 キャメロット」だったが、2021年2月24日にタイトルが塗り潰され、同28日に配信された「Fate/Grand Order ウィンターキャラバンオンライン 2021 Vol.3」の中で「騎勲渇仰遠征 ロスト・エルサレム」に改名した。
また、原作者の奈須きのこは2021年10月のファミ通とのインタビューの中で、アーケード版の第7章の内容がアプリ版とは全く異なることを明言している。
このほかにも以下のような差異がある。
シナリオにおける差異
- 本作は編纂事象『黙示記録帯』という別の時空が舞台。
- 黒幕は人理焼却を参考に人類掃討の実行と7つの模倣特異点を構築した。
- 本作のカルデアは区別のため彼方のカルデアと呼ばれている。
- 彼方のカルデアにロマニ・アーキマンは存在しないが、ダ・ヴィンチはいる。
- 特異点Fは模倣した「炎上汚染都市」であり、冬木市ではない。
- 第一特異点から魔神柱が登場、第四特異点より魔神柱のバリエーションが増える。その後、第六特異点にて獅子王の発言から「魔神柱を別の獣が再現したもの」として魔獣赫（まじゅうかく）と名称を改める。
- ネモはトリトンではなくノアの要素が混ざっている。
- 収束特異点でマーリン〔プロトタイプ〕に同行する形で参戦した"山の翁"はグランドアサシンの霊基を保持している。

システムにおける差異
- ゲームバランスの調整のため「カレイドスコープ」、「2030年の欠片」など一部の礼装の効果が異なる。
- スキルの再使用については時間で管理され、スキルは効果範囲が設定されている。Revision 15より一部のスキルは遮蔽物越しに発動することはできなくなった。
- アーツチェイン、カレイドスコープなどのNPチャージ礼装、サーヴァントの一部スキルで獲得するNPはスマートフォン版に対して一律半減。
  - 本作独自の仕様である待機中かつ同一のサーヴァントカードを3枚選択することで発動するサポートチェインで獲得するNP獲得量はさらに低い。
- 強化クエストが存在しないため、アプリ版初期サーヴァントの第3スキルは第3再臨を行うと解禁される。スキル強化はバージョンアップのパラメータ修正に合わせて行われているが、2020年以降の追加サーヴァントはアプリ版で既に強化されている場合は強化後のスキルで使用が解禁される。
- アーケード独自のスキル効果として「移動速度」に関する効果がある。
- プリテンダーは存在しない。

電子マネー類（PASERI・楽天Edy・nanaco・WAON・交通系ICカードに対応（店舗によって異なる）しキャッシュレスでもプレイ可能。

## 登場キャラクター
全120騎が登場し、基本的にアプリ版に準拠している。召喚時の台詞は一部変更されたのもある。
サーヴァントの召還は呼符による1回召喚、10クレジットによる10連召喚、フレンドポイント召喚の3種類である。マナプリズム10連召喚は回数制限はないが、マナプリズム入手から5か月後に消滅する。
召喚されるサーヴァントはスマートフォン版とは異なりICカードに記録された再臨段階に応じてカードイラストが変化された状態で排出されることがある。
本作独自の仕様としてホログラム加工が施された「Fatalカード」が低確率でレアカードとして排出される。サーヴァントのFatalカードをカードリーダーで読み込むことでHPおよびATKが各400加算され、最大2000まで上昇する。
排出されるサーヴァントカードは三国志大戦（第2期）の仕様に準じており、サーヴァントの所持、育成および宝具レベルは全てICカードで管理および紐付けされる。

### セイバー
| レア度 | 真名                                   | 声優       | イラスト       |
| ------ | -------------------------------------- | ---------- | -------------- |
| SSR    | アルトリア・ペンドラゴン               | 川澄綾子   | 武内崇         |
| SR     | ジークフリート                         | 諏訪部順一 | 近衛乙嗣       |
| R      | ガイウス・ユリウス・カエサル           | 置鮎龍太郎 | しまどりる     |
| SR     | アルトリア・ペンドラゴン〔オルタ〕     | 川澄綾子   | 武内崇         |
| R      | ジル・ド・レェ                         | 鶴岡聡     | 真じろう       |
| SR     | シュヴァリエ・デオン                   | 斎藤千和   | 森山大輔       |
| SR     | ネロ・クラウディウス                   | 丹下桜     | ワダアルコ     |
| SSR    | アルテラ                               | 能登麻美子 | huke           |
| SSR    | 両儀式                                 | 坂本真綾   | 武内崇         |
| SSR    | 沖田総司                               | 悠木碧     | 武内崇         |
| SSR    | ネロ・クラウディウス〔ブライド〕       | 丹下桜     | ワダアルコ     |
| SSR    | モードレッド                           | 沢城みゆき | 近衛乙嗣       |
| SSR    | アーサー・ペンドラゴン〔プロトタイプ〕 | 櫻井孝宏   | 中原           |
| SR     | 葛飾北斎                               | ゆかな     | 黒星紅白       |
| SR     | 女王メイヴ                             | 佐倉綾音   | 高山箕犀       |
| SSR    | アストルフォ                           | 大久保瑠美 | 近衛乙嗣       |
| SSR    | 宮本武蔵                               | 佐倉綾音   | こやまひろかず |
| SSR    | 千子村正                               | 杉山紀彰   | 武内崇         |

### アーチャー
| レア度 | 真名                           | 声優             | イラスト       |
| ------ | ------------------------------ | ---------------- | -------------- |
| SR     | エミヤ                         | 諏訪部順一       | 武内崇         |
| SR     | アタランテ                     | 早見沙織         | 輪くすさが     |
| SSR    | ギルガメッシュ                 | 関智一           | 武内崇         |
| SSR    | アルジュナ                     | 島﨑信長         | pako           |
| SR     | 浅上藤乃                       | 能登麻美子       | 武内崇         |
| SSR    | アルトリア・ペンドラゴン       | 川澄綾子         | 武内崇         |
| SR     | 織田信長                       | 釘宮理恵         | pako           |
| SSR    | イシュタル                     | 植田佳奈         | 森井しづき     |
| SR     | クロエ・フォン・アインツベルン | 斎藤千和         | ひろやまひろし |
| SSR    | ジャンヌ・ダルク               | 坂本真綾         | 武内崇         |
| SSR    | 清少納言                       | ファイルーズあい | Mika Pikazo    |
| SSR    | ジェームズ・モリアーティ       | 土師孝也         | 本庄雷太       |

### ランサー
| レア度 | 真名                               | 声優       | イラスト       |
| ------ | ---------------------------------- | ---------- | -------------- |
| SR     | エリザベート・バートリー           | 大久保瑠美 | ワダアルコ     |
| UC     | レオニダス一世                     | 三木眞一郎 | 縞うどん       |
| SSR    | スカサハ                           | 能登麻美子 | こやまひろかず |
| SSR    | カルナ                             | 遊佐浩二   | pako           |
| UC     | 武蔵坊弁慶                         | 稲田徹     | 真じろう       |
| SR     | 源頼光                             | 戸松遥     | 本庄雷太       |
| SR     | アルトリア・ペンドラゴン〔オルタ〕 | 川澄綾子   | 石田あきら     |
| SSR    | エレシュキガル                     | 植田佳奈   | 森井しづき     |
| SR     | 虞美人                             | 伊瀬茉莉也 | toi8           |
| SSR    | 玉藻の前                           | 斎藤千和   | ワダアルコ     |
| SSR    | エルキドゥ                         | 小林ゆう   | 森井しづき     |
| SSR    | ブラダマンテ                       | 森永千才   | saitom         |

### ライダー
| レア度 | 真名                               | 声優       | イラスト   |
| ------ | ---------------------------------- | ---------- | ---------- |
| R      | メドゥーサ                         | 浅川悠     | 武内崇     |
| SR     | マルタ                             | 早見沙織   | 坂本みねぢ |
| UC     | ゲオルギウス                       | 西前忠久   | 中央東口   |
| SR     | マリー・アントワネット             | 種田梨沙   | ギンカ     |
| R      | ブーディカ                         | 斎藤千和   | 蒼月タカオ |
| UC     | エドワード・ティーチ               | 西前忠久   | Bすけ      |
| SSR    | フランシス・ドレイク               | 高乃麗     | ワダアルコ |
| SSR    | アルトリア・ペンドラゴン〔オルタ〕 | 川澄綾子   | 武内崇     |
| SSR    | オジマンディアス                   | 子安武人   | 中原       |
| SSR    | 司馬懿〔ライネス〕                 | 水瀬いのり | 坂本みねぢ |
| SSR    | イスカンダル                       | 大塚明夫   | 武内崇     |

### キャスター
| レア度 | 真名                                     | 声優                                      | イラスト       |
| ------ | ---------------------------------------- | ----------------------------------------- | -------------- |
| R      | クー・フーリン                           | 神奈延年                                  | また           |
| C      | ヴォルフガング・アマデウス・モーツァルト | 関智一                                    | PFALZ          |
| SSR    | 諸葛孔明〔エルメロイII世〕               | 浪川大輔                                  | 武内崇         |
| R      | ジル・ド・レェ                           | 鶴岡聡                                    | Azusa          |
| SSR    | 玉藻の前                                 | 斎藤千和                                  | ワダアルコ     |
| SR     | メディア〔リリィ〕                       | 野中藍                                    | こやまひろかず |
| SR     | イリヤスフィール・フォン・アインツベルン | 門脇舞以（イリヤ） 高野直子（ルビー）     | ひろやまひろし |
| SR     | 美遊・エーデルフェルト / 朔月美遊        | 名塚佳織（美遊） かかずゆみ（サファイア） | ひろやまひろし |
| SSR    | レオナルド・ダ・ヴィンチ                 | 坂本真綾                                  | 下越           |
| SR     | ギルガメッシュ                           | 関智一                                    | ギンカ         |
| SSR    | マーリン                                 | 櫻井孝宏                                  | タイキ         |
| SSR    | スカサハ＝スカディ                       | 能登麻美子                                | こやまひろかず |

### アサシン
| レア度 | 真名                         | 声優                                  | イラスト       |
| ------ | ---------------------------- | ------------------------------------- | -------------- |
| UC     | ファントム・オブ・ジ・オペラ | 置鮎龍太郎                            | 縞うどん       |
| SR     | カーミラ                     | 田中敦子                              | okojo          |
| C      | マタ・ハリ                   | 種田梨沙                              | こやまひろかず |
| UC     | 呪腕のハサン                 | 稲田徹                                | タスクオーナ   |
| SR     | 両儀式                       | 坂本真綾                              | 武内崇         |
| SSR    | 酒呑童子                     | 悠木碧                                | 本庄雷太       |
| SR     | ニトクリス                   | 田中美海                              | 縞うどん       |
| R      | 岡田以蔵                     | 吉野裕行                              | lack           |
| SSR    | ジャック・ザ・リッパー       | 丹下桜                                | 近衛乙嗣       |
| SR     | グレイ                       | 上田麗奈（グレイ） 小野大輔（アッド） | 坂本みねぢ     |
| SSR    | “山の翁”                     | 中田譲治                              | Ryota-H        |
| SSR    | 刑部姫                       | 福圓美里                              | 森山大輔       |
| SSR    | 光のコヤンスカヤ             | 斎藤千和                              | ワダアルコ     |

### バーサーカー
| レア度 | 真名                       | 声優       | イラスト       |
| ------ | -------------------------- | ---------- | -------------- |
| SR     | ヘラクレス                 | -          | Azusa          |
| UC     | カリギュラ                 | 鶴岡聡     | BLACK          |
| SSR    | ヴラド三世                 | 置鮎龍太郎 | 前田浩孝       |
| R      | 清姫                       | 種田梨沙   | BLACK          |
| SSR    | 坂田金時                   | 遊佐浩二   | 本庄雷太       |
| SR     | ランスロット               | 置鮎龍太郎 | こやまひろかず |
| SR     | 茨木童子                   | 東山奈央   | 左             |
| SR     | ジャンヌ・ダルク〔オルタ〕 | 坂本真綾   | 武内崇         |
| SSR    | ナイチンゲール             | 沢城みゆき | 高橋慶太郎     |
| SSR    | クー・フーリン〔オルタ〕   | 神奈延年   | しまどりる     |
| SSR    | 宮本武蔵                   | 佐倉綾音   | こやまひろかず |
| C      | ポール・バニヤン           | 小見川千明 | リヨ           |
| SSR    | 謎のヒロインX〔オルタ〕    | 川澄綾子   | BUNBUN         |
| SSR    | モルガン                   | 石川由依   | 武内崇         |

### エクストラ
| レア度           | 真名                           | 声優       | イラスト   |            |            |
| シールダー       | シールダー                     | シールダー | シールダー | シールダー | シールダー |
| ---------------- | ------------------------------ | ---------- | ---------- | ---------- | ---------- |
| R→SR             | マシュ・キリエライト           | 高橋李依   | 武内崇     |            |            |
| ルーラー         |                                |            |            |            |            |
| SSR              | ジャンヌ・ダルク               | 坂本真綾   | 武内崇     |            |            |
| SSR              | 天草四郎                       | 内山昂輝   | 近衛乙嗣   |            |            |
| SSR              | シャーロック・ホームズ         | 水島大宙   | 山中虎鉄   |            |            |
| SR               | アストライア                   | 伊藤静     | 東冬       |            |            |
| SSR              | アルトリア・ペンドラゴン       | 川澄綾子   | 石田あきら |            |            |
| アヴェンジャー   |                                |            |            |            |            |
| SSR              | ジャンヌ・ダルク〔オルタ〕     | 坂本真綾   | 武内崇     |            |            |
| SSR              | 巌窟王 エドモン・ダンテス      | 島﨑信長   | 小松崎類   |            |            |
| アルターエゴ     |                                |            |            |            |            |
| SR               | メルトリリス                   | 早見沙織   | ワダアルコ |            |            |
| SR               | パッションリップ               | 小倉唯     | ワダアルコ |            |            |
| ムーンキャンサー |                                |            |            |            |            |
| SSR              | BB                             | 下屋則子   | ワダアルコ |            |            |
| SR               | BB                             | 下屋則子   | ワダアルコ |            |            |
| フォーリーナー   |                                |            |            |            |            |
| SSR              | 葛飾北斎                       | ゆかな     | 黒星紅白   |            |            |
| SR               | 謎のヒロインXX                 | 川澄綾子   | BUNBUN     |            |            |
| SSR              | アビゲイル・ウィリアムズ〔夏〕 | 大和田仁美 | 黒星紅白   |            |            |

### アーケードオリジナルサーヴァント
アプリ版に実装されていないサーヴァント。アプリ版のサーヴァントの別バージョンが中心だが、アーケード完全新規のサーヴァントも実装されている。一部のサーヴァントはアプリ版に追加実装されたが、その時にはレアリティやクラスがが変更されている場合がある。
| レア度 | クラス名     | 真名                                 | 声優       | イラスト     | 初登場シナリオ・イベント                          |
| ------ | ------------ | ------------------------------------ | ---------- | ------------ | ------------------------------------------------- |
| SSR    | セイバー     | ジャック・ド・モレー                 | 中島ヨシキ | 黒星紅白     | 第六特異点 騎勲渇仰遠征 ロスト・エルサレム        |
| SSR    | ライダー     | ネモ/ノア                            | 花守ゆみり | およ         | 第七特異点 臨界繁栄都市 バビロン                  |
| SSR    | アルターエゴ | ラーヴァ/ティアマト                  | 悠木碧     | 山中虎鉄     | 第七特異点 臨界繁栄都市 バビロン                  |
| SSR    | アルターエゴ | ソドムズビースト/ドラコー            | 丹下桜     | ワダアルコ   | 第七特異点 臨界繁栄都市 バビロン                  |
| SSR    | アーチャー   | カーマ（ミステイク）                 | 下屋則子   | ReDrop       | ラブリー・デューティ 〜愛のメイドの年の瀬奮闘記〜 |
| SR     | セイバー     | セタンタ                             | 村瀬歩     | lack         | グレイルウォー戦記 〜セタンタの試練〜             |
| SR     | アーチャー   | シータ                               | 沢城みゆき | 輪くすさが   | 第五特異点 北米神話侵食 イ・プルーリバス・ウナム  |
| SR     | ランサー     | 鈴鹿御前〔サンタ〕                   | 東山奈央   | たけのこ星人 | 鈴鹿御前のハッピー・メリー・ラブ・クリスマス！    |
| SR     | ライダー     | レオナルド・ダ・ヴィンチ             | 坂本真綾   | 下越         | レオナルド・ダ・ヴィンチ獲得クエスト              |
| SR     | ライダー     | エレナ・ブラヴァツキー〔クリスマス〕 | 金元寿子   | 松竜         | エレナのクリスマスプレゼント奪還作戦！            |
| SR     | キャスター   | フランケンシュタイン〔クリスマス〕   | 野中藍     | 岡崎武士     | サンタフランのクリスマスプレゼント！              |

| レア度 | クラス名   | 真名                     | 声優     | イラスト | 出典                              |
| ------ | ---------- | ------------------------ | -------- | -------- | --------------------------------- |
| SSR    | キャスター | マーリン〔プロトタイプ〕 | 川澄綾子 | タイキ   | Fate/Prototype 蒼銀のフラグメンツ |

### その他の登場キャラクター
シナリオ上で登場するキャラクター。
ビーストVI/S（ソドム） / 妖妃ドラコー / ソドムズビースト
声 - 丹下桜 / イラスト - ワダアルコ（ドラコー）、山中虎鉄（ビースト）
七つの人類悪のひとつ、『堕落』の理をもつ獣。人理の完全なる終末「人理消滅」を目論み活動していた。
ヨハネ黙示録に語られるバビロンの大淫婦であり、キリスト教における最大悪とされる存在。容姿はネロ・クラウディウスと酷似している。
幼体段階である「妖妃ドラコー」を経て、成体段階の「ソドムズビースト」へと変化する。
「LとR」がどこかで揃ったので連動する形で顕現したことがほのめかされている。
キャスター / ネブカドネザルII世
声 - 関智一 / イラスト - ギンカ
「第七特異点 臨界繁栄都市 バビロン」に登場。ギルガメッシュの遺体から作られたクローン体に、ネブカドネザルII世の魂が乗り移った存在。

## 主題歌
「空白」
歌 - 坂本真綾
作詞 - 坂本真綾 / 作曲・編曲 - la la larks / ストリングスアレンジ - 石塚徹、江口亮

## 開発
アプリ版の配信から間もない2016年1月、ディライトワークスの塩川洋介は、サービスが終了すれば何も残らないソーシャルゲームの性質について考え、アプリ版『FGO』が終了してもユーザーに残せる方法はないかと模索していた。
塩川は『FGO』の要であるサーヴァントに着目し、アーケードゲームであればゲーム内の立ち絵イラスト（セイントグラフ）を物理カードすることで、サービス終了後もユーザーの手元に残るという考えに至る。
また、塩川はサーヴァントの魅力が端末の性能という制約によって十分に描き切れていない点も気にしていた。そこへアーケードゲームの開発で知られるセガ・インタラクティブからセイントグラフをそのまま3D化できるという打診が寄せられる。
そしてスマートフォンの簡単操作では真似できない、Fateらしい迫力のあるバトルシーンの実現もまた、塩川がアーケード化を希望したもう一つの理由である。
2016年2月、Fateシリーズの原作者であるTYPE-MOONにアーケード版『Fate/Grand Order』の企画を持ち込む。
開発に辺り、『Fate』および『FGO』らしいバトルシステムの確立という目標が立てられた。
同時に、ゲームシステムとコントローラをまとめて準備できるアーケードゲーム筐体の良さを生かす形で、アプリ版しか遊んだことのないユーザーでも遊べるよう基本的には攻撃からガードまで1つのボタンで遊べる操作体系がとられ、同様の理由から筐体にはタッチパネルが設けられた。
そして、本作は2017年12月7日に開かれたメディア向けのお披露目会にて公開された。

### キャラクター制作
アプリ版から登場させるサーヴァントの選定は、TYPE-MOON、ラセングル、セガの三者間で相談しながら行われる。
着手から実装までは1年ほどかかることが多い一方、TYPE-MOONまたはラセングルからの要望を受けて差し込み調整をした例があるほか、水着のサーヴァントは夏に実装することが決まっているため、短期間での制作となる。
通常のサーヴァントの場合、ラセングルから提供された「セイントグラフ」（イラスト）、三面図、詳細な設定をもとに、セガのキャラクター制作班が強化段階にあわせた3種類の3Dモデルを作成する。
3Dモデルはセイントグラフを基準とし、それ以外は補足資料として使われている。また、セガが判断に困る部分はいったん設定を解釈したうえで3DCGを作成し、監修者に判断を仰ぐ場合もある。
セガのキャラクター制作班リーダーを務める橿本浩一は、様々なイラストレーターの作風をテクスチャで表現する必要があるため、塗り方がわからない場合は苦労すると、フライトユニット代表の安堂ひろゆきとのリモートインタビューの中で明かしている。
橿本は自身の担当分のうち苦労した例として、アタランテ（アーチャー）を挙げており、輪くすさがによる水彩画のようなタッチを再現するために試行錯誤を重ねたことを明らかにしている。その後、この経験は、同じイラストレーターによるシータのモデリングにも生かされた。
一方、諸葛孔明〔エルメロイII世〕のように、モデリングの都合でセイントグラフからデザインが変更された例もある。
サーヴァントのモデリングは1騎を1人で担当しており、ボーン（3FCGの骨）入れも同様である。ボーンはサーヴァントの個体差を反映するため、すべて異なる物が使われている。
作成するサーヴァントが決まった段階で、アプリ版でのふるまいや戦闘方法を検証し、本作でのモーションや宝具の演出検討に移る。モーションや宝具の演出の採用に当たっては、最大6人のチームバトルとして成立するかに基準が置かれている一方、基準を満たさないモーションであっても、それがサーヴァントにとって必須要素であるならば、他の形で実現させると、セガのモーションディレクター・西口智之は安堂とのリモートインタビューの中で話している。
技のアイデアができたら、絵コンテを用意し、TYPE-MOONとラセングルの監修の元、モーションキャプチャーを行い、モーションとして仕上げる。
モーションキャプチャ用のボーンは最初に作成したアルトリア・ペンドラゴン（セイバー）のものが使われており、キャプチャしたデータを各サーヴァントのボーンに移した後にリターゲットし、そこから微調整が行われる。
セガのモーションディレクター・西口智之は、当初は各サーヴァントのボーンによるキャプチャも検討したが、調整が大変だったため、共通モデルによるキャプチャに変更したと安堂によるリモートインタビューの中で明かしている。また、大柄なサーヴァント用のモデルも検討され、ヘラクレスで検証した結果、身長も骨格も違いすぎて、モーションキャプチャのフローに組み込めなかった。また、ヘラクレスはアルトリアの背丈ほどの大きさの武器を扱うため、ヘラクレスまで共通モデルにしても意味がないということで見送られた。
モーションキャプチャはセガの自社スタジオで行っており、指のモーションも収録し、細かく調整している。サーヴァント1騎あたりのモーションの数は平均で55 - 70個であり、最小52個、多くて100個を超えると西口はリモートインタビューの中で説明している。
当初は、宝具の演出のみを外部委託することも考えられたが、品質のすり合わせが難しかったため、セガ社内で賄われることとなった。
ただし、プレイヤーがサーヴァントと触れ合えるマイルームのモーションは膨大な数になり、さすがにセガだけでは用意できないことから、外部の会社にも協力を要請した。
ここまで多くなってしまった理由のひとつは、基本の3パターンに加え、サーヴァントとの絆が深まることでモーションが6パターン追加されるというシステムにある。
髙部は共通モーションを流用すればコストが抑えられるとしつつも、プレイヤーがサーヴァントの動きに違和感を覚えたり、他のサーヴァントとのポーズの重複が気になってしまうと、サーヴァントへの愛情が冷めてしまうことをもう一つの理由として挙げている。開発初期はサーヴァントごとにモーション担当者を割り当てていたが、サーヴァントによってモーションキャプチャの難易度が大幅に異なるため、1か月ほどで分業制に変更された。
宝具演出の制作は3 - 4か月ほどかけて行われる。
まずは、資料を集めながら、チーム内の各班と話し合って絵コンテを作り、TYPE-MOONとラセングルの監修を受け、通ったらアニマティクスを作り、それから実制作に移る。
アニマティクス以降も、セガ側がTYPE-MOONとラセングルの監修を依頼するケースもある。
たとえば、アルトリア・ペンドラゴン（ランサー）の宝具演出の場合、絵コンテの時点で構図の変更依頼を受けているが、そのまま再現するのは難しいので、依頼にすり合わせたアニマティクスを再提出した。
初回のアニマティクスでは、アルトリア（ランサー）を乗せた馬が飛び上がる場面で馬の脚が動いていたが、先方から動かさないでほしいという指示が寄せられ、脚を動かさずに飛翔しているように見せた。
また、強化段階で衣装や演出が変わるサーヴァントについては、当初力技で対応していたが、システムを改良し、強化段階に合わせてパーツを入れ替えられるようになった。
西口は、イリヤスフィール・フォン・アインツベルンの宝具演出を例に挙げ、宝具発動時に学校の制服姿から魔法少女に変身する必要があったので、システムが役に立ったと安堂とのリモートインタビューの中で振り返っている。
本作には尻尾などの揺れるパーツを持つサーヴァントも多いため、基本的にはキャラクター設定班が物理シミュレーションでコントロールしているが、それだけでは足りないので、キーフレームで調整できるシステムも用意されている。
また、衣装によってはアニメーションが破綻しやすいものもあるため、こちらもキャラクター設定班が調整している。
具体的にはモーションをひとつずつ検証して、破綻している個所には特殊なパラメータを入れている。
その一方、レオニダス一世の宝具演出のように他媒体に反映された例もある。
「本作に登場するサーヴァントはキャラクターである」という考えから、表情はモーションキャプチャーではなく、手付けで行われた。
その理由について、セガのプランナー／アニメーション総合演出・髙部元志は、「[前略]いろんなサーヴァントがいて、それぞれのイラストレーターさんの持ち味を反映した「表情のクセ」みたいなものがあるのですが、アクターさんの表情をキャプチャすると、そのアクターさんの表情になっちゃうような気がするんです。[後略]」と安堂とのリモートインタビューの中で説明している。
表情の作成に当たっては、イラストレーターが用意した資料をもとに、キャラクター制作班が表情用のパーツを用意し、ブレンドシェイプで動かしており、効率化のために『初音ミク Project DIVA Arcade』で用いた内製ツールが使われている。表情は5つのトラックで制御されており、一番下のトラックにテキストを入れると、口のパーツがその発音に合わせて自動的に変形する。
なお、このツールには音声の波形のみで自動的に口の動きを作ることもできるが、精度が低いため、それぞれの演者の発音を解析した設定を作る必要があるため、テキスト入力が取り入れられている。
本作を初出とするサーヴァント（あるいは既存サーヴァントの別側面）の一部は、デザイナーからのコメントが週刊ファミ通2022年8月18・25日合併号に寄せられている。このうちラーヴァ/ティアマトのデザインを手掛けた山中虎鉄は、週刊ファミ通2022年8月18・25日合併号に寄せたコメントの中で、きれいな海水あるいは母神の涙の一滴をイメージしたと述べている。山中は各段階のイメージとして「小さなバレリーナと虹色のうろこを持った小さなトカゲ」（第一段階）、「少し人の文化に慣れ、遊びを覚えることに夢中になっている、背伸びした少女」（第二段階）、「年少のころの自分を反面教師とし、淑女になろうと頑張っているお姉さん」（第三段階）と挙げている。また、小さな人魚や卵を被ったドラゴンの幼生という案も存在していた。ネモ/ノアのデザインを担当したおよは、「大人になった『FGO』のネモ」という発注に対して、どこまで成長させるべきか悩んだと話しており、アーケード版で採用された案よりもさらに年長の「青年のネモ」という案もあったという。第三段階のデザインはノアの姿が色濃く反映されており、とにかくキラキラ度の高い、美少女と見間違えるような創世美少年ということで、髪色や表情にも変化を付けたとおよは述べている。また、衣装は西洋海外の天使のシルエットをモチーフとしているほか、得物は舟をこぐオールをもとに、ギルガメッシュの宝具「乖離剣エア」を小さくしたデザインとなっている。
物語の黒幕であるビーストVI/S（ソドム）がアルターエゴとして転生した姿であるソドムズビースト/ドラコーのデザインを手掛けたワダアルコは、「とってもいけない子」というキーワードから『Fate/EXTRA-CCC』におけるネロ・クラウディウスの衣装の一つ「あかいいなずま」のデザインを取り入れたと述べている。
ワダは、四肢や尻尾などいかついパーツが多い反面ボディをシンプルにしたかったので、基本的には設定に沿う形て素直に描いたと振り返っている。ワダは幼体という設定を反映して、邪悪さとかわいらしさを両立したかったとも話しており、プレイアブルユニットとして登場する際のソドムズビースト/ドラコーの尻尾にはかわいらしさをひょうげんするためにリボンが追加された。また、ワダは山中がデザインしたビーストVI/S（ソドム） について、妖美な蛾のようなイメージだったといい、自分でも気づいていなかった部分を汲んでくれたことに感激したと振り返っている。イベントシナリオ「サンタフランのクリスマスプレゼント！」に登場したフランケンシュタイン〔クリスマス〕のデザインを手掛けた岡崎武士は、アーケードゲームということで、プレイヤーが常に目にする後姿がかわいくなるようにデザインしたと述べている。また、お気に入りポイントとして耳と角の部品をベルをモチーフにしたことを挙げており、ひらめいたときは勝ったと思ったが、時間が経つにつれて怖くなり、武内の監修が通ったときは再び勝った気持ちになったと振り返っている。

## 評価
本作のお披露目会に出席したIGNのハタフミノブは、ロケテスト直前の時点の本作のゲーム性について、『Fate/EXTELLA』に『キングダム ハーツ チェイン オブ メモリーズ』とアーケード版の『ディシディア ファイナルファンタジー』を足したようだと述べており、アプリ版のプレイヤーをアーケードに誘導するために、アーケード用のアクションゲームにしては非常に低い難易度にしたのだろうと推測している。
電撃オンラインアーケードでは、異なるプレイスタイルを持つあんまさとケンジという2人の記者によるレビューが掲載された。
アーケード/アクションゲーム中心のあんまさは、アーケード版がアプリ版と異なるジャンルながらも、『FGO』らしさがよく表れていると評価している。
あんまさは、アーケード版の操作量が抑えられていることについて、アクションゲームが苦手なプレイヤーに対する配慮だろうとみている。
アプリ版のヘビーユーザーであるケンジは、操作体系がアプリ版から継続しており、アプリ版のプレイヤーであればすぐに慣れるだろうと述べている。また、ケンジもあんまさ同様操作体系のシンプルさを評価しており、接敵してアタックボタンを連打するだけで勝てるほどではないにしても初心者が上級者に蹂躙されて嫌気がさすような事態は起きにくいだろうと推測している。

## Web配信番組

### Fate/Grand Order Arcade カルデア・アーケード放送局
第1回『Fate/Grand Order Arcade カルデア・アーケード放送局 Vol.1 稼働直前スペシャル』
配信日 - 2018年6月28日
MC - マフィア梶田、ゲスト - 植田佳奈
第2回『Fate/Grand Order Arcade スペシャルミーティング』
配信日 - 2018年7月29日
MC - マフィア梶田、植田佳奈、ゲスト - 諏訪部順一、大久保瑠美
第3回『Fate/Grand Order Arcade カルデア・アーケード放送局 Vol.2 第一特異点 開幕直前SP』
配信日 - 2018年11月26日
MC - 植田佳奈、ブンブン丸、ゲスト - 鶴岡聡
第4回『Fate/Grand Order Arcade カルデア・アーケード放送局 Vol.3 第二特異点 開幕直前SP』
配信日 - 2019年4月8日
MC - 植田佳奈、ブンブン丸、ゲスト - 鶴岡聡
第5回『Fate/Grand Order Arcade カルデア・アーケード放送局 ゴールデンウィーク直前緊急特番』
配信日 - 2019年4月14日
MC - 植田佳奈、ブンブン丸
第6回『Fate/Grand Order Arcade カルデア・アーケード放送局 〜FGO Fes. 2019 特番〜』
配信日 - 2019年8月4日
MC - 植田佳奈、ブンブン丸、ゲスト - 田中美海、鶴岡聡、悠木碧
第7回『Fate/Grand Order Arcade カルデア・アーケード放送局 Vol.4 第三特異点 開幕直前SP』
配信日 - 2019年9月20日
MC - 植田佳奈、ブンブン丸、ゲスト - 田中美海
第8回『Fate/Grand Order Arcade カルデア・アーケード放送局 冬休み緊急特番』
配信日 - 2019年12月2日
MC - 植田佳奈、ブンブン丸
第9回『Fate/Grand Order Arcade カルデア・アーケード放送局 Vol.5 第四特異点 開幕直前SP』
配信日 - 2020年3月3日
MC - 植田佳奈、ブンブン丸、ゲスト - 鶴岡聡
第10回『Fate/Grand Order Arcade カルデア・アーケード放送局 2周年直前緊急特番』
配信日 - 2020年7月18日
MC - 植田佳奈、ブンブン丸、ゲスト - 鶴岡聡
第11回『Fate/Grand Order Arcade カルデア・アーケード放送局 Vol.6 第五特異点 開幕直前SP』
配信日 - 2020年9月23日
MC - 植田佳奈、ブンブン丸
第12回『Fate/Grand Order Arcade カルデア・アーケード放送局 2020冬休み緊急特番』
配信日 - 2020年11月29日
MC - 植田佳奈、ゲスト - 大久保瑠美
第13回『Fate/Grand Order Arcade カルデア・アーケード放送局 Vol.7 第六特異点 開幕直前SP』
配信日 - 2021年3月7日
MC - 植田佳奈、ゲスト - 悠木碧
第14回『Fate/Grand Order Arcade カルデア・アーケード放送局 ゴールデンウィーク直前 緊急特番2021』
配信日 - 2021年4月16日
MC - 植田佳奈
第15回『Fate/Grand Order Arcade カルデア・アーケード放送局 稼働3周年記念特番』
配信日 - 2021年7月16日
MC - 植田佳奈、ゲスト - 天草サポートセンター、ゲームセンターいかみ
第16回『Fate/Grand Order Arcade カルデア・アーケード放送局 2021冬休み直前緊急特番』
配信日 - 2021年11月23日
MC - 植田佳奈、ゲスト - 天草サポートセンター、ゲームセンターいかみ
第17回『Fate/Grand Order Arcade カルデア・アーケード放送局 Vol.8 第七特異点 開幕直前SP』
配信日 - 2021年12月14日
MC - 植田佳奈、ゲスト - 悠木碧、ゲームセンターいかみ
第18回『Fate/Grand Order Arcade カルデア・アーケード放送局 Vol.9 カルデアバトルトーナメント2022冬 決勝大会&収束特異点 開幕直前SP』
配信日 - 2022年3月13日
MC - 植田佳奈、ゲスト - 天草サポートセンター、ゲームセンターいかみ
第19回『Fate/Grand Order Arcade カルデア・アーケード放送局 Vol.10 稼働4周年記念特番』
配信日 - 2022年7月24日
MC - 植田佳奈、ゲスト - 鶴岡聡、天草サポートセンター、makabe、ゲームセンターいかみ
第20回『Fate/Grand Order Arcade カルデア・アーケード放送局 Vol.11 カルデアバトルトーナメントII 決勝大会&年末緊急特番』
配信日 - 2022年12月25日
MC - 植田佳奈、ゲスト - ゲームセンターいかみ、実況 - なかお
第21回『Fate/Grand Order Arcade カルデア・アーケード放送局 Vol.12 カルデアバトルトーナメントIII 決勝大会&稼働5周年記念SP』
配信日 - 2023年7月23日
MC - 植田佳奈、ゲスト - ゲームセンターいかみ、実況 - なかお

### Fate/Grand Order Arcade グレイルウォー対戦生放送
『Fate/Grand Order Arcade グレイルウォー対戦生放送 第0回』
配信日 - 2020年7月1日
MC - 藤木圭一太、ゲスト - ブンブン丸、ゲームセンターいかみ
『Fate/Grand Order Arcade グレイルウォー対戦生放送 第1回』
配信日 - 2020年9月1日
MC - 石原佳奈、ゲスト - ブンブン丸、ゲームセンターいかみ
『Fate/Grand Order Arcade グレイルウォー対戦生放送 第2回』
配信日 - 2020年12月21日
MC - 石原佳奈、ゲスト - 天草サポートセンター、ゲームセンターいかみ